# Мистер Пип
«Мистер Пип» (англ. Mr. Pip) — драматический фильм 2012 года, режиссёра Эндрю Адамсона. По мотивам книги новозеландского писателя Ллойда Джонса.

## Сюжет
В 1989 году, во время Бугенви́льского кризиса, последний белый человек на острове — мистер Уоттс (Хью Лори), вновь открывает единственную школу. Он начинает читать ученикам роман Чарльза Диккенса «Большие надежды». Одна из способных учениц Матильда, особо проникается фабулой романа и представляет себя на месте героини.
Девочка пишет на песке имя героя романа — Пип. Вскоре после этого, на остров высаживаются солдаты. Командиру кажется что это имя мятежника. Уоттс пытается доказать ему обратное, но в итоге всё заканчивается кровавой драмой.

## В ролях
- Хью Лори — Том Уоттс
- Xzannjah Matsi — Матильда Наймо